# Furkan Korkmaz
Furkan Korkmaz ( Eskişehir, 1 april 2001) is een Turkse acteur en kunstenaar.

## Leven
Furkan Korkmaz heeft vijf broers. Hij voltooide zijn basis-, voortgezet en middelbaar onderwijs in Kütahya. In 2007 kwam de Vallei van de Wolven uit met een hinderlaag. In 2018 verscheen hij in de band genaamd Şevkat Yerimdar. In 2019 bracht Elity de muziek uit. Hij was in een paar bands.

## Filmografie
- 2007: Kurtlar Vadisi Pusu
- 2018: Şevkat Yerimdar (muziekteam)

## Singles
- 2019: Elity